# Слейд, Макс Эллиотт
Макс Э́ллиотт Слейд (англ. Max Elliott Slade) — американский актёр, который снимался в детские годы в фильмах «Три ниндзя», «Три ниндзя: Ответный удар», и «Три ниндзя: Костяшками вверх». Известен ролями Джея Ловелла в фильме «Аполлон 13» и молодого Гила Бакмэна в фильме «Родители».

## Карьера
Слейд начал свою творческую карьеру с фильма 1989 года «Родители». В 1990 году он сыграл Кевина Бакмана в двенадцати эпизодах сериала «Родители». В 1991 году он сыграл Вилли в телевизионном фильме «на Луну, Алиса». В 1992 году он сыграл Джеффри «Кольт» Дугласа в «Трёх ниндзя». В 1994 году он исполнял эту же роль в фильмах «Три ниндзя: Ответный удар» и «Три ниндзя: Костяшками вверх». В 1996 году он сыграл Джей Ловелла в фильме «Аполлон 13». Затем он сыграл Марка в телевизионном фильме «Чистильщик».

## Фильмография
| Фильм       | Фильм                        | Фильм                  | Фильм              |
| Год         | Фильм                        | Роль                   | Другие заметки     |
| ----------- | ---------------------------- | ---------------------- | ------------------ |
| 1990        | Родители                     | Молодой Гил Бакман     |                    |
| 1992        | Три ниндзя                   | Джеффри «Кольт» Дуглас |                    |
| 1994        | Три ниндзя: Ответный удар    | Джеффри «Кольт» Дуглас |                    |
| 1995        | Три ниндзя: Костяшками вверх | Джеффри «Кольт» Дуглас |                    |
| 1995        | Аполлон-13                   | Джеймс «Джей» Ловвел   |                    |
| 1996        | Ликвидатор                   | Молодой Марк           | Релиз прямых-видео |
| Телевидение |                              |                        |                    |
| Год         | Название                     | Роль                   | Заметки            |
| 1990        | Родители                     | Кевин Бакман           | 12 эпизодов        |
| 1991        | На луну: Алиса               | Вилли                  | ТВ-Фильм           |